# 主動脈瓣狹窄
主動脈瓣狹窄（Aortic stenosis，簡稱AS或AoS）乃描述左心室通向主動脈的瓣膜口狹窄的現象。可能是由主動脈瓣的結構異常造成，或主動脈瓣的上游或下游解剖結構的異常造成。一般來說，其病情會隨時間愈發加重。一開始，患者可能會發現其運動能力減退。後隨病情進一步發展，可能出現心臟衰竭、昏厥、心絞痛等臨床症狀與體徵。昏厥常發生於患者站立或運動時，心臟衰竭的臨床體徵包括呼吸困難（特別是在平臥、夜晚或運動時），以及外週性水腫。主動脈瓣膜變厚但瓣膜口未變狹窄則稱為主動脈瓣硬化。
致病原因包含先天性雙葉性動脈瓣和風濕熱。雙葉性動脈瓣的盛行率約為1-2%，而風濕熱則大多影響開發中國家的人民。先天正常的瓣膜也可能因後天性因素硬化。風險因子與冠狀動脈疾病類似，包含吸菸、高血壓、膽固醇過高，以及糖尿病等。此外，男性罹患此疾病的風險較高。主動脈瓣通常有三片，位於心室及主動脈之間。主動脈瓣狹窄會產生心雜音，可根據超聲心動圖分為輕微、中度，及重度等級別。
主動脈瓣狹窄的症狀可用超聲波追蹤。當病情嚴重時，其治療主要採用瓣膜置換術，若病人難以承受開放手術風險，則一般採用經皮主動脈瓣置換術（TAVR）。目前市面上的人工瓣膜主要有機械式瓣膜與生物性瓣膜兩種，兩種各有其優缺點。另一個侵入性較小的術式——氣球主動脈瓣膜整型術（BAV）只能在幾個月之內對病人有一定益處。手術併發症之一——心臟衰竭可按其他患有輕度至中度主動脈瓣狹窄的患者的方案治療。病情嚴重患者需避免服用血管張力素I型轉化酶抑制劑、硝酸甘油以及一些β受体阻断药。依照患者血壓、硝普鈉及脫羥腎上腺素可用於同時患有失代償型心功能不全的患者。
主動脈瓣狹窄在已開發國家是最常見的心臟瓣膜疾病，約影響65歲以上人口中的2%。在2014年，大部分開發中國家的盛行率仍不得而知。對有症狀卻沒有動手術的病人，5年內的死亡率大約為50%，10年內為90%。主動脈瓣狹窄最早在1663年由法國醫生Lazare Rivière所描述。

## 外部連結
- 中的“主動脈瓣狹窄”
- Aortic Stenosis information for parents.
- Aortic Stenosis（页面存档备份，存于） in infants and children.
- Bonow, Robert O.; Brown, Alan S.; Gillam, Linda D.; Kapadia, Samir R.; Kavinsky, Clifford J.; Lindman, Brian R.; Mack, Michael J.; Thourani, Vinod H. . Journal of the American College of Cardiology. October 2017, 70 (20): 2566–2598. PMID 29054308. doi:10.1016/j.jacc.2017.09.018.